# Cinema staff
Cinema staff, stylisé cinema staff, est un groupe de rock japonais formé en 2003 dans la préfecture de Gifu.

## Histoire du groupe
Le titre "great escape" a été utilisé comme 2e ending de Shingeki no Kyojin.

## Membres
- Tomotaka Tsuji (辻 友貴, Tsuji Tomotaka?), né le 28 avril 1987 : guitariste
- Mizuki Iida (飯田 瑞規, Iida Mizuki?), né le 8 avril 1987 : chanteur, guitariste
- Sōhei Mishima (三島 想平, Mishima Sōhei?), né le 30 août 1987 : bassiste
- Yōhei Kuno (久野 洋平, Kuno Yōhei?), né le 8 décembre 1987 : batteur

## Discographie

### Mini-albums
1. document (19 novembre 2008, ZNR-058)[1]
2. Symmetoronica (10 juin 2009, ZNR-068)[2]
3. Blue, under the imagination (7 juillet 2010, ZNR-094)[3]
4. SALVAGE YOU (5 septembre 2012, PCCA-03652)[4]

### Albums
1. cinema staff (1er juin 2011, ZNR-108)[5]
2. Boukyou (望郷?) (22 mai 2013, PCCA-03822)[6]
3. Drums,Bass,2(to)Guitars (2 avril 2014, PCCA-04009)[7]

### Singles
1. Suiheisen wa Yoru Ugoku (水平線は夜動く?) (12 janvier 2011, ZNR-102)[8]
2. Chiisana Shokutaku (小さな食卓?) ( 20 février 2013, PCCA-03792)[9]
3. Seinansei no Niji (西南西の虹?) (20 février 2013, PCCA-03793)[10]
4. great escape (21 août 2013)[11]

### EP
1. into the green (20 juin 2012, PCCA-03613)[12]